# Tekovské Nemce
Tekovské Nemce é um município da Eslováquia, situado no distrito de Zlaté Moravce, na região de Nitra. Tem 28,5 km² de área e sua população em 2018 foi estimada em 1.076 habitantes.

## Demografia
| Ano:        | 1994 | 2004 | 2014   | 2024   |
| ----------- | ---- | ---- | ------ | ------ |
| Broj ljudi: | 1067 | 1067 | 1071   | 1029   |
| Razlika:    |      | +0%  | +0,37% | -3,92% |

| Ano:               | 2023 | 2024   |
| ------------------ | ---- | ------ |
| Número de pessoas: | 1039 | 1029   |
| Diferença:         |      | -0,96% |